# Денис, Винцентас
Винцентас Ионович Денис (лит. Vincentas Dienys; 22 апреля 1936, Алекнос, Рокишкский район — 2 апреля 2022, Вильнюс) — советский и литовский физик, член-корреспондент АН Литвы (1987).

## Биография
Родился 22 апреля 1936 г. в с. Алекнос дистрикта Рокишкис.
Окончил физический факультет Вильнюсского университета (1959).
В 1958—1966 гг. старший лаборант, младший научный сотрудник Института физики и математики АН Литовской ССР.
В 1967—1990 гг. в Институте физики полупроводников, в 1968—1974 и 1985—1990 гг. замдиректора.
В 1967 г. защитил кандидатскую, в 1981 г. — докторскую диссертацию.
С 1988 г. профессор Вильнюсского университета.
В 1990—1994 гг. зам. министра культуры и образования Литвы. В 1994—1996 главный научный сотрудник Педагогического института. В 1996—2005 директор, в 2005—2010 замдиректора Методического центра профессионального обучения. С 2010 г. заместитель директора Центра повышения квалификации и профессионального обучения.
Член-корреспондент АН Литовской ССР (1987). Депутат парламента. Почётный (эмеритированный) член Литовской академии наук (2011).
Лауреат Государственной премии Литовской ССР (1983). Награждён медалью ордена Гедимина I степени (1998).
Жена — Мильда Денине. Трое детей.

### Сочинения
- Горячие электроны [Текст] / В. И. Денис, Ю. К. Пожела. — Вильнюс : [Минтис], 1971. — 289 с. : черт.; 22 см.
- Теплые электроны / В. Денис, Ж. Канцлерис, З. Мартунас; Под ред. Ю. Пожелы. — Вильнюс : Мокслас, 1983. — 144 с. : граф.; 22 см. — (Электроны в полупроводниках. 4; ;).
- Многодолинные полупроводники [Текст] = Many-valley semiconductors / В. Денис, Ж. Канцлерис, А. Матуленис и др. ; Под ред. Ю. Пожелы. — Вильнюс : Мокслас, 1978. — 201 с. : ил.; 22 см.
- Введение в физику явлений переноса в сильных электрических полях [Текст] : (Метод. материал) / АН ЛитССР. Ин-т физики полупроводников. — Вильнюс : [б. и.], 1973. — 136 с. : черт.; 19 см. На обороте тит. л. авт.: Денис В. И.